# Crataerina pallida
Crataerina pallida (Olivier in Latreille, 1812) è un insetto appartenente alla famiglia Hippoboscidae.
La craterina pallida lo si può trovare nei nidi di rondone, soprattutto sulla schiena dei nidiacei. Si tratta di un dittero ippoboscide che si nutre di sangue.  Il ciclo di schiusa delle uova della crataerina è sincronizzato con la nascita e la crescita dei nidiacei di rondone nella primavera inoltrata e a inizio estate. L’infestazione cambia molto da colonia a colonia (fino a 31 mosche su un rondone di una colonia inglese) ed è verosimile che nei nidi attaccati dall’ectoparassita, se i nidiacei sono già indeboliti, la crescita sia rallentata e la mortalità al nido aumenti considerevolmente.
Il geco comune (Tarentola mauretanica) e il geco verrucoso (Hemidactylus turcicus) frequentano le cavità di nidificazione dei rondoni per nutrirsi della craterina pallida fungendo da regolatori del parassita.